# Austrarchaea
Austrarchaea es un género de arañas araneomorfas de la familia Archaeidae. Se encuentra en Australia.

## Lista de especies
Según The World Spider Catalog 12.0:
- Austrarchaea daviesae Forster & Platnick, 1984
- Austrarchaea hickmani (Butler, 1929)
- Austrarchaea mainae Platnick, 1991
- Austrarchaea nodosa (Forster, 1956)
- Austrarchaea robinsi Harvey, 2002